# Równina Słupska
Równina Słupska, inaczej Równina Sławieńska (313.43) – mezoregion fizycznogeograficzny w północnej Polsce, jest przedłużeniem Równiny Białogardzkiej oddzielonym przez wał Wzgórz Koszalińskich. Powierzchnia jest jednak mało urozmaicona, miejscami zupełnie płaska. Zbudowana jest z gliny morenowej, piasków glacifluwialnych oraz iłów i mułków glacilimnicznych. W północnej części równiny ciągnie się pasmo moren czołowych pochodzących z ostatniego postoju lodowca na ziemiach polskich (subfaza gardzieńska zlodowacenia północnopolskiego; ok. 14000–13800 lat BP), którego najwyższym szczytem jest Góra Barzowicka. Równina Słupska (Sławieńska) jest obszarem typowo rolniczym, obejmującym również kompleks leśny Puszczy Słupskiej. 
W gminie Sławno znajduje się rezerwat przyrody „Janiewickie Bagno” o pow. 162 ha ze stanowiskiem maliny moroszki, powyżej Słupska utworzono Park Krajobrazowy Dolina Słupi o pow. 307,4 ha, w gminie Trzebielino powstał rezerwat „Torfowisko Zieliń Miastecki” o pow. 46,5 ha, w gminie Kępice „Torfowisko Potoczek” (15,2 ha). Na terenie Puszczy Słupskiej istnieją rezerwaty tj. „Grodzisko Borzytuchom” (47 ha) z pomnikami przyrody, „Jeziora Małe” i „Duże Sitno” (40,6 ha), rezerwat krajobrazowy „Gołębia Góra” (7 ha) nad Słupią, „Gniazda Orła Białego” (10,4 ha), w gminie Sianów „Jodły Karnieszewickie” (37,1 ha). Koło Ustki znajduje się rezerwat „Buczyna nad Słupią” (18,1 ha), i „Jezioro Modła” (194,8 ha). Natomiast koło Sławna rezerwat przyrody „Sławieńskie Dęby” o pow. 34,3 ha.